# Miagrammopes simus
Miagrammopes simus es una especie de araña araneomorfa del género Miagrammopes, familia Uloboridae. Fue descrita científicamente por Chamberlin & Ivie en 1936.
Habita en Panamá.